# Moreno Valley
Moreno Valley is een plaats (city) in de Amerikaanse staat Californië, en valt bestuurlijk gezien onder Riverside County.

## Demografie
Bij de volkstelling in 2000 werd het aantal inwoners vastgesteld op 142.381.
In 2006 is het aantal inwoners door het United States Census Bureau geschat op 183.571, een stijging van 41190 (28.9%).

## Geografie
Volgens het United States Census Bureau beslaat de plaats een oppervlakte van
133,6 km², waarvan 132,7 km² land en 0,9 km² water.

## Plaatsen in de nabije omgeving
De onderstaande figuur toont nabijgelegen plaatsen in een straal van 16 km rond Moreno Valley.